# Midland F1 Racing
Midland F1 Racing, znano tudi kot MF1 Racing ali zgolj kot Midland, je nekdanje dirkaško moštvo v svetovnem prvenstvu Formule 1, ki je nastopalo le v sezoni 2006.
Lastnik moštva je bilo investicijsko podjetje Midland Group, ki je v začetku leta 2005 od ustanovitelja Eddieja Jordana za 60 milijonov ameriških dolarjev kupilo moštvo Jordan in njegovo tovarno v Silverstonu v Veliki Britaniji, kjer je imelo sedež od začetka dirkanja v Formuli 1 v sezoni 1991. Midland Group je vodil kanadski poslovnež ruskih korenin Alex Shnaider.
Kljub novemu lastniku je moštvo v sezoni 2005 še naprej dirkalo pod imenom Jordan in uporabljalo irsko licenco, tudi dirkalniki so bili pobarvani v prepoznavno rumeno barvo. Dirkača sta bila dva novinca, Portugalec Tiago Monteiro in Indijec Narain Kartikejan, ki sta nastopila na vseh devetnajstih dirkah. Jordan je tega leta uporabljal Toyotine motorje in večino sezone bojeval z Minardijem na koncu vrste. Prve točke je osvojil šele na kontroverzni dirki za Veliko nagrado ZDA, kjer je dirkalo le šest dirkačev, med katerimi sta Monteiro in Kartikejan zasedla tretje oziroma četrto mesto. Monteiro je pozneje osvojil še eno točko za osmo mesto na Veliki nagradi Belgije. Kljub nekonkurenčnosti je bil dirkalnik zanesljiv ter je Monteiro na devetnajstih dirkah odstopil le enkrat.
Pred začetkom sezone 2006 je bilo moštvo Jordan preimenovano v Midland. Dirkalniki so bili pobarvani v kombinacijo rdeče, črne in bele barve podjetja Midland Group, še naprej pa so jih poganjali Toyotini motorji. Moštvo Midland je kljub sedežu v Veliki Britaniji dirkalo z rusko licenco in s tem postalo prvo moštvo v zgodovini Formule 1, ki je predstavljalo Rusijo.
Shnaider si je prizadeval tudi za rekrutiranje prvega ruskega dirkača v zgodovini Formule 1. Še en kandidat za stalnega dirkača je bil Japonec Takuma Sato, ki je po koncu sezone 2005 izgubil sedež pri Hondinem moštvu. Nazadnje je pri Midlandu nadaljeval dirkati Monteiro, njegov moštveni kolega pa je postal Christijan Albers, ki je v sezoni 2005 debitiral pri Minardiju. Oba dirkača sta nastopila na vseh osemnajstih dirkah sezone 2006. Točk nista osvojila, najboljšo uvrstitev pa sta dosegla na Veliki nagradi Madžarske, kjer je Monteiro zasedel deveto mesto pred Albersom.
Septembra 2006 je moštvo Midland, skupaj z njegovim sedežem v Silverstonu, kupilo nizozemsko podjetje Spyker Cars. Nato je na zadnjih treh dirkah nastopilo pod imenom Spyker MF1 Racing, saj je bila med sezono v uradnem imenu moštva dovoljena le sprememba sponzorja. Kljub temu je bilo moštvu dovoljeno, da začne uporabljati nizozemsko licenco in prebarva dirkalnike v kombinacijo oranžne, bele in črne barve. Pred začetkom naslednje sezone 2007 je bilo moštvo preimenovano v Spyker.

## Popoln pregled rezultatov
(legenda) (odebeljene dirke pomenijo najboljši štartni položaj)
| Leto | Šasija      | Motor     | Gume | Dirkača           | 1   | 2   | 3   | 4   | 5  | 6   | 7   | 8  | 9   | 10  | 11  | 12  | 13  | 14  | 15  | 16   | 17   | 18  | Toč | Prv  |
| ---- | ----------- | --------- | ---- | ----------------- | --- | --- | --- | --- | -- | --- | --- | -- | --- | --- | --- | --- | --- | --- | --- | ---- | ---- | --- | --- | ---- |
| 2006 | Midland M16 | Toyota V8 | B    |                   | BAH | MAL | AVS | SMR | EU | ŠPA | MON | VB | KAN | ZDA | FRA | NEM | MAD | TUR | ITA | KIT  | JAP  | BRA | 0   | 10th |
| 2006 | Midland M16 | Toyota V8 | B    | Tiago Monteiro    | 17  | 13  | ret | 16  | 12 | 16  | 15  | 16 | 14  | ret | ret | DSQ | 9   | ret | ret | ret* | 16*  | 15* | 0   | 10th |
| 2006 | Midland M16 | Toyota V8 | B    | Christijan Albers | ret | 12  | 11  | ret | 13 | ret | 12  | 15 | ret | ret | 15  | DSQ | 10  | ret | 17  | 15*  | ret* | 14* | 0   | 10th |

* Kot Spyker MF1 Racing